# ТЕС Читтагонг (Baraka)
ТЕС Читтагонг (Baraka) — теплова електростанція південному сході Бангладеш, створена компанією Baraka. 
У XXI столітті на тлі стрімко зростаючого попиту у Бангладеш почався розвиток генеруючих потужностей на основі двигунів внутрішнього згоряння, які могли бути швидко змонтовані. Зокрема, у 2019 році поблизу Читтагонга (на протилежному від нього березі річки Карнафулі) запустили в роботу розташовані біч-о-біч два проекти, головним учасником яких була компанія Baraka: 
- майданчик Baraka Shikalbaha номінальною потужністю 110 МВт має 6 генераторних установок Wartsila W18V50 потужністю по 18,4 МВт;[1]
- майданчик Karnaphuli Power номінальною потужністю 110 МВт має 6 генераторних установок Wartsila W18V50 потужністю по 18,4 МВт, які через 6 котлів-утилізаторів Alfa Laval’s Aalborg продуктивністю по 6,6 тонни пари на годину живлять одну парову турбіну від NTC з показником 6,5 МВт.[2]

Як паливо станція використовує нафтопродукти.
Можливо відзначити, що в цей період на лівобережжі Карнафулі з'явились й інші подібні станції, створені компаніями Energypac, Acorn, Anlima Energy та United Anwara.